# ハズバンズ
『ハズバンズ』 (Husbands) は、1970年のアメリカ合衆国の映画。ジョン・カサヴェテス監督作品。カサヴェテスファミリーとも言うべきピーター・フォーク、ベン・ギャザラ共演作。撮影期間は1969年1月20日から同年7月10日まで。

## ストーリー
すでに家庭という守るものを持っている3人の中年男性が、急死した親友の葬儀後、家族や仕事を放り出し、人生を見つめなおす型破りで奇妙な放浪を繰り返す。シンプルながらも中年という世代に向けて放たれた悲痛な風刺を込めて描かれた社会派のヒューマンドラマ。

## キャスト
- ハリー - ベン・ギャザラ
- アーチー・ブラック - ピーター・フォーク
- ガス・デメトリ - ジョン・カサヴェテス： 歯科医。
- メアリー・タイナン - ジェニー・ラナカー： ガスがロンドンのカジノでナンパした大柄の女性。
- パール・ビリンガム - ジェニー・リー・ライト： ハリーがロンドンのカジノでナンパした女性。
- ジュリー - ノエル・カオ： ロンドンでアーチーの相手をした東洋人女性。
- レッド - ジョン・クラーズ
- アニー - メタ・ショウ： ハリーの妻。
- レオラ - レオラ・ハーロウ